# Lee Young-ho
Lee „Flash“ Young-ho (* 5. Juli 1992 in Daejeon) ist ein professioneller südkoreanischer E-Sportler in StarCraft: Brood War und StarCraft 2. Flash gilt als der erfolgreichste und spielstärkste StarCraft: Brood War-Spieler aller Zeiten und hat eine Vielzahl an Rekorden gebrochen bzw. aufgestellt.

## Werdegang
Lee Young-ho debütierte 2007 bereits im Alter von 14 Jahren in der Proleague für sein Team KTF MagicNs (seit 2009 umbenannt in KT Rolster). Auch für die Gruppenphasen der beiden großen Einzel-Turniere OnGameNet Starleague (OSL) und MBCGame StarCraft League (MSL) qualifizierte er sich 2007 erstmals, wobei er in der OSL bereits das Halbfinale erreichen konnte.
Schon im darauffolgenden Jahr wurde Flash der jüngste Gewinner einer OSL im Alter von 15 Jahren. Nach einem sehr kurzen Tief im Jahr 2008, konnte Flash viele seiner Strategien perfektionieren und mit den Jahren 2009 und 2010 untermauerte er seine herausragende Stellung. In dieser Zeit definierte sich auch die Rivalität mit Jaedong, die den Spitznamen „LeeSsang“-Spiele erhielt, was so viel wie „doppelte Lees“ bedeutet.
Im Jahr 2010 war Lee Young-ho auch der erste Spieler, der in sechs MSL- und OSL-Finalspiele gekommen war. Mit dem Sieg bei den „Korean Air OSL Season 2 Finals“ in Shanghai, wurde er der erste Spieler seit NaDa, der den OSL- und MSL-Titel gleichzeitig hielt. Ein Sieg bei den World Cyber Games folgte ebenso noch im selben Jahr.
Im Jahr 2011 wurde Flash jedoch von gesundheitlichen Problemen in seinem Handgelenk gebremst, konnte aber weiterhin stark in den Teamligen punkten und ebenfalls einen weiteren MSL Titel für sich verbuchen. Mit diesem Sieg konnte Lee Young-ho seinen sechsten Titel erlangen, was bis dahin nur NaDa gelungen war. Flash war an diesem Punkt auch Besitzer der „Goldenen Maus“ und des „Golden Badge“.
Lee Young-hos offizielles StarCraft-2-Debüt war auf dem 2012 MLG Spring Championship KeSPA Invitational, wo er sich gegen alle anderen KeSPA-Spieler durchsetzen konnte. Bei seinem GSL-Debüt bekam Flash einen Code-A-Sitz und konnte sich in der Season 4 2012 bis in die „Up & Down“-Matches kämpfen. In der Folgezeit konnte er in der GSL zunächst nicht an seine Dominanz aus Brood-War-Zeiten anknüpfen. In der Proleague blieb er jedoch nach wie vor einer der erfolgreichsten Spieler für sein Team KT Rolster.
Im August 2014 gewann er mit den ESL Intel Extreme Masters in Toronto seinen ersten großen Einzel-Titel in StarCraft 2, wobei er im Finale seinen Teamkollegen und ehemaligen GSL-Sieger Zest mit 4:1 bezwang.
Am 1. Dezember 2015 kündigte er seinen Rücktritt vom professionellen E-Sport an.
Im Februar 2016 startete er ein StarCraft: Brood War Comeback mit seinem Broadcast auf der Plattform AfreecaTV und Siegen bei einigen Einladungsturnieren und Show Events.
2017 konnte er Preisgelder von über 100.000 $ gewinnen, u. a. durch Siege in den ASL (AfreecaTV StarCraft League) Season 2, 3 und 4.
Anfang 2019 musste er wegen gesundheitlicher Probleme an seinem rechten Arm die Teilnahme an der ASL Season 7 absagen. Nachdem er sich erholt hatte, konnte er die ASL Season 8 (Juni–September 2019) gewinnen.
Derzeit betreibt er seinen Broadcast auf AfreecaTV weiter.

## Große Turnier-Erfolge
| Jahr                 | Turnier                                      | Platz                | Preisgeld            |
| StarCraft: Brood War | StarCraft: Brood War                         | StarCraft: Brood War | StarCraft: Brood War |
| -------------------- | -------------------------------------------- | -------------------- | -------------------- |
| 2007                 | Daum OSL                                     | 4. Platz             | 06.554 $             |
| 2008                 | XNote Intel Centrino GOMTV Star Invitational | 1. Platz             | 21.269 $             |
| 2008                 | Bacchus OSL                                  | 1. Platz             | 40.153 $             |
| 2008                 | GOMTV Averatec-Intel Classic 2008 Season 1   | 2. Platz             | 14.525 $             |
| 2008                 | GOMTV Averatec-Intel Classic 2008 Season 2   | 5.–8. Platz          | 10.859 $             |
| 2009                 | GOMTV Averatec-Intel Classic 2009 Season 3   | 1. Platz             | 40.335 $             |
| 2009                 | EVER OSL                                     | 1. Platz             | 35.615 $             |
| 2009                 | NATE MSL                                     | 2. Platz             | 17.355 $             |
| 2010                 | Korean Air OSL Season 1                      | 2. Platz             | 16.763 $             |
| 2010                 | Hana Daetoo Securities MSL                   | 1. Platz             | 41.855 $             |
| 2010                 | Bigfile MSL                                  | 1. Platz             | 41.778 $             |
| 2010                 | Korean Air OSL Season 2                      | 1. Platz             | 34.334 $             |
| 2010                 | World Cyber Games 2010                       | 1. Platz             | 07.000 $             |
| 2011                 | ABC Mart MSL                                 | 1. Platz             | 46.046 $             |
| 2012                 | Tving OSL                                    | 3./4. Platz          | 06.167 $             |
| 2016                 | ASL Season 2                                 | 1. Platz             | 20.000 $             |
| 2017                 | ASL Season 3                                 | 1, Platz             | 18.000 $             |
| 2017                 | ASL Season 4                                 | 1, Platz             | 52.650 $             |
| 2018                 | ASL Season 6                                 | 2. Platz             | 08.964 $             |
| 2019                 | ASL Season 8                                 | 1. Platz             | 24.833 $             |
| 2020                 | ASL Season 9                                 | 3. Platz             | 4,052 $              |
| StarCraft II         |                                              |                      |                      |
| 2012                 | MLG Fall Championship                        | 3./4. Platz          | 07.250 $             |
| 2013                 | MLG Winter Championship                      | 2. Platz             | 15.000 $             |
| 2014                 | IEM Toronto                                  | 1. Platz             | 10.000 $             |
| 2014                 | HomeStory Cup X                              | 2. Platz             | 06.500 $             |

Preisgelder sind teilweise wegen Umrechnungsdiskrepanzen nur ungefähre Angaben.

## Spielstil
Lee Young-ho besitzt ein außergewöhnlich tiefes strategisches Verständnis von Starcraft. So hat er eine Vielzahl an Aufbau-Systemen (engl.: Build order) passend für seine Vorlieben im Spielstil selber entwickelt/abgewandelt. Seine APM sind über 400. Auch deshalb kann er sich in defensiven Situationen durch präzises Micromanagement sehr gut verteidigen. Auf diese Verteidigungsfähigkeit verlässt er sich meistens in der Anfangsphase, um seine Ökonomie (Macromanagement) schneller als seine Gegner ausbauen zu können.
Eine Vorliebe von ihm ist es, mit dem Einsatz von schnellen, günstigen Einheiten (Adler) den Aufbau des Gegners zu stören und ihn gleichzeitig auszukundschaften, während er die Anzahl seiner Kampfeinheiten, inklusive verstärkenden Technologien, schnell an das Limit bringt (200 Einheiten in Starcraft: Brood War). Um das Spiel zu entscheiden, startet er dann Angriffe und baut verlorene Einheiten schnell wieder nach.
Da er auch die Strategien der anderen Rassen sehr genau kennt, weiß er wann er Gegenmaßnahmen einleiten muss. Das lässt es in manchen Spielen so aussehen, als ob er hellseherische Fähigkeiten hätte, wenn er z. B. genau in dem Augenblick an dem Ort die Karte scannt, wo wichtige Aktionen vom Gegner eingeleitet werden oder er beginnt mit dem Bau von passenden Verteidigungsanlagen, wenn gerade Kampfeinheiten vom Gegner gebaut worden sind.
Durch die Asymmetrie von Starcraft: Brood War gibt es während des Spieles Zeitpunkte, bei denen einer der Spieler stärkere Einheiten/Verbände in Kämpfe entsenden kann. Diese „Timing Push“ genannten Angriffe kennt und nutzt Lee Young-ho perfekt, um seine Gegner in deren Ökonomie zurückzuwerfen oder deren Kampfeinheiten zu dezimieren.
Im Verlauf seiner Karriere zeigt er vermehrt Kreativität und nutzt auch aggressivere oder ungewöhnliche build orders, mit denen er bereits in der Anfangsphase versucht, Vorteil zu bekommen.

## Rekorde

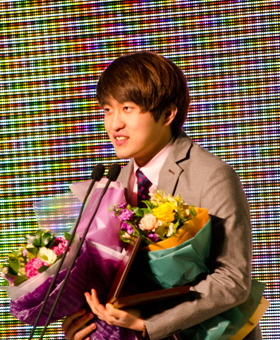
Flash bei den KeSPA-Awards 2012

Flash hält viele StarCraft: Brood War-Rekorde, dazu zählen unter anderem:
- längste Siegesserie im Matchup Terran vs. Terran mit 22 Siegen
- Flash ist der einzige Spieler, der Jaedong auf der Karte Katrina (bzw. Katrina SE) in einem offiziellen Match besiegen konnte – und das gleich zweimal (Bachhus OSL 2008 und GOM TV MSL S4)
- Flash hatte bis heute mit 4.292,50 die höchste Anzahl an KeSPA-Punkten
- Flash ist der einzige Spieler, der je einen Elo-Wert über 2400 erreicht hat
- Flash ist der einzige Spieler, der ein Topturnier vier Mal gewinnen konnte (ASL)
- Flash hat über 550.000,- $ Preisgeld mit Starcraft: Brood War gewonnen[31]